# Moteur W16

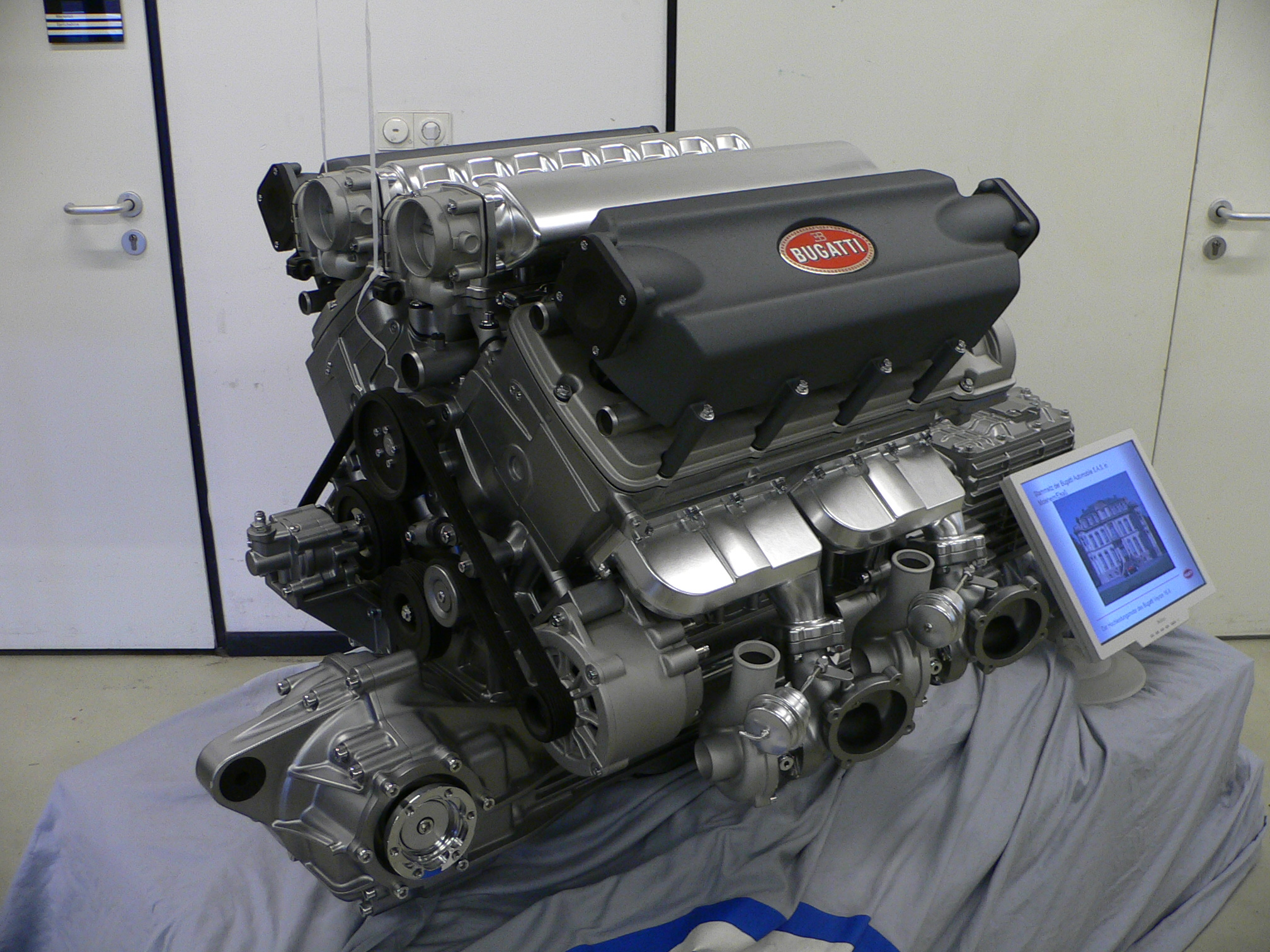
W16 de la Bugatti Veyron.

Un W16 est un moteur à explosion constitué de 16 cylindres disposés en « W ».

## Géométrie
Les moteurs W16 des Bugatti Veyron sont constitués de deux blocs WR8 ouverts chacun à 15° et assemblés sur le même vilebrequin selon un angle de 87° entre leurs axes médians. Les 4 branches du « W » sont donc ouvertes à 15°, 72° et 15°. Certaines informations erronées arrondissent l'angle des axes médians à 90°[réf. souhaitée].

## Voitures utilisant un moteur W16
Les constructeurs Bentley et Bugatti utilisent un moteur W16 issu de moteurs VR6 de leur groupe Volkswagen.
Bugatti utilise son moteur W16 dans ses voitures Veyron, Chiron, Divo, La Voiture Noire, Centodieci, Mistral et Bolide.

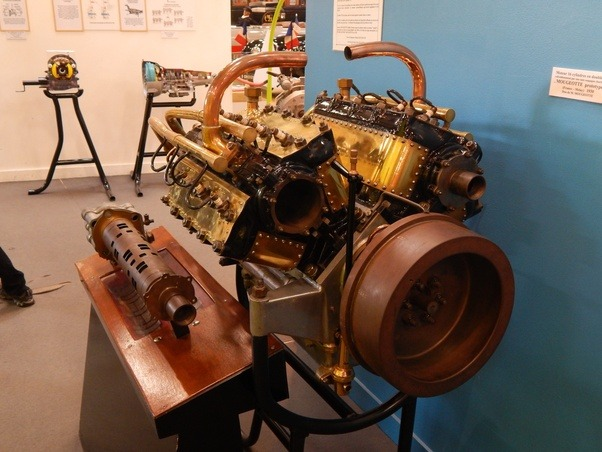
Un moteur W16 à soupape rotative précoce conçu en 1916 par le Français Gaston Mougeotte.

### Bentley Hunaudières
Le premier moteur W16 développé par Volkswagen, d'une puissance de 630 ch, équipe la Bentley Hunaudières (Bentley fait partie du groupe Volkswagen depuis 1998).

### Audi Rosemeyer
Le concept-car Audi Rosemeyer, présenté en l'an 2000 reprenait un moteur W16 de 710 ch dérivé de celui de la Bentley Hunaudières.

### Bugatti Veyron 16.4
La Bugatti Veyron 16.4 est équipée d'un W16 suralimenté par 4 turbos compresseurs, également développé par Volkswagen.
Il produit un couple de 1 260 N m à 2 200 tr/min. Pour qu'il pèse moins lourd, le bloc-moteur est fabriqué en alliage d'aluminium et de carbone.
Le poids du moteur est de 400 kg alors que le moteur V10 d'une Porsche Carrera GT a une masse de 205 kg et le moteur V12 de la Ferrari Enzo pèse 225 kg.
Le régime maximal s'établit à 6 600 tr/min.
La vitesse de 300 km/h est atteinte en 16,7 s mais l'autonomie du véhicule, en roulant à 400 km/h, n'est que de 12 min, soit une consommation de 78 L/100 km.
La puissance totale produite par la combustion est de 3 000 ch, auxquels il convient de retirer 1 999 ch dissipés en chaleur et évacués par le système de refroidissement composé de onze radiateurs et de 55 L de liquide de refroidissement, et par la ligne d'échappement.
Le moteur consomme en moyenne 24 L de carburant pour 100 km. Cette consommation peut monter à 100 L pour 100 km dans le cadre d'une conduite à très grande vitesse. Le corollaire de cette forte consommation est un taux d'émission de dioxyde de carbone (CO2) de 574 g/km.
La Bugatti 16C Galibier reprend le moteur W16 de 8 L de la Veyron en une version délivrant « seulement » une puissance de 800 ch.
La Bugatti Chiron, remplaçante de la Veyron, ne développe pas moins de 1 500 chevaux, en reprenant le bloc moteur W16 de la Veyron.

### Novia W16
La Novia W16 de 1995 contient un moteur W16 réalisé à partir de quatre moteurs avec quatre cylindres en ligne de Yamaha 1100 totalisant donc 80 soupapes.